# Минье, Клод
Клод-Этьенн Минье (фр. Claude Étienne Minié; 13 февраля 1804, Париж — 14 декабря 1879, Париж) — французский офицер и изобретатель, известный решением проблемы проектирования надёжной дульнозарядной винтовки с быстрым заряжанием. Он изобрёл пулю Минье (1847 год) и винтовку Минье (1849 год).
Изобретения Клода Минье стали продолжением работ других французских оружейников: Анри-Густава Делвиня и Луи-Этьена де Тувенена.

## Биография
Клод-Этьенн Минье принимал участие во множестве африканских кампаний в составе шассёров, после которых он был в конечном счёте дослужился до звания капитана. В 1846 году он спроектировал пулю Минье, остроконечную пулю с цилиндрической ведущей частью, которая имела донную выемку. Такая пуля вместе с его винтовкой, помогла серьёзно увеличить точность и скорострельность тогдашних дульнозарядных винтовок.
Французское правительство за это изобретение вознаградило Минье суммой в 20 тыс. франков и назначило его в штат военной школы в департаменте Венсен (Vincennes).
В 1858 году он демобилизовался из французской Армии в чине полковника, и позже служил военным преподавателем в Египте и менеджером в оружейной компании Remington Arms в США.